# Снопот
Сно́пот, Сно́поть — река в Калужской и Брянской областях России, левый приток Десны.

## Описание
Длина реки — 84 км, площадь водосборного бассейна — 1350 км². Берёт начало в лесах на Спас-Деменской гряде, в 6 км к северо-востоку от деревни Церковщина Спас-Деменского района на западе Калужской области. В верховьях течёт на юго-запад, далее течёт на юг по Куйбышевскому району. Нижнее течение проходит по Рогнединскому району Брянской области. Впадает в Десну по левому берегу напротив села Снопоть (961 км от устья). Высота устья — 163,8 м над уровнем моря.
Сток зарегулирован, имеется крупный пруд в среднем течении. Значительная часть бассейна покрыта лесом.
Река включена в перечень рек, являющихся местом нереста лососёвых и осетровых рыб.
На берегах реки расположены более полутора десятка населённых пунктов: от истока (не менее 10 чел.) — Церковщина, Кузьминичи, Проходы, Жерелево, Козловка, Городец, Высокое, Шаровичи. Крупнейшие населённые пункты всего бассейна — Бетлица, Закрутое, Крапивна.
Реку пересекают ж.-д. линия Сухиничи — Рославль (в низовьях), автодорога А130 Москва — Рославль (у д. Кузьминичи), подъездная дорога от А130 к Кирову и несколько местных автодорог.

## Основные притоки
(от устья, в скобках указана длина в километрах)
- 30 км лв: Хатожка (20)
- 45 км пр: Шуица (45)
- 47 км лв: Десенка (37)
- 50 км лв: Любуша (23)
- 51 км лв: Черехля (10)
- 74 км лв: Каменец (21)